# متحف الهواء الطلق

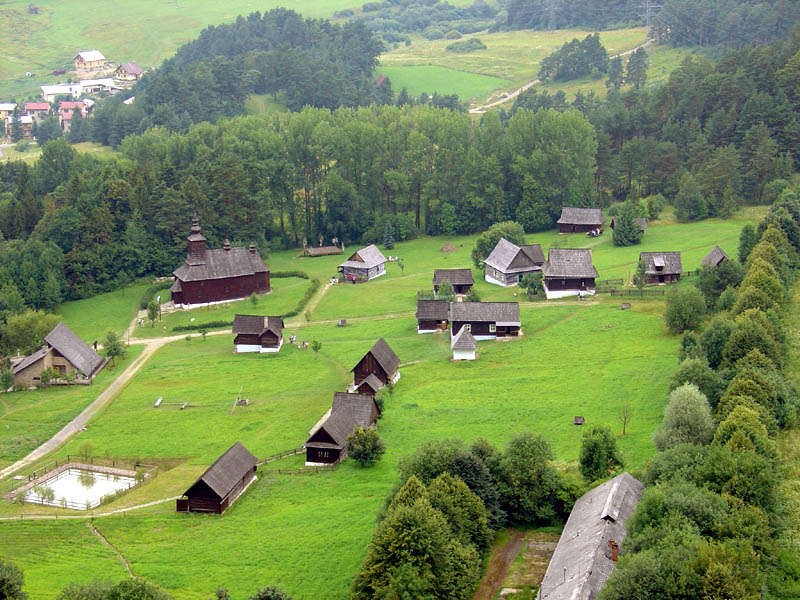
لقطة جوية لمتحف في الهواء الطلق في مدينة ستارا لوبوفنا السلوفاكية.

متحف الهواء الطلق هو متحف تُعرَض فيه المجموعات الفنية أو الأثرية أو المعمارية في الهواء الطلق وليس ضمن بناء مسقوف. غالباً ما تكون متاحف الهواء الطلق منشآت أو بيوت تاريخية وما يحيط بها، حيث تعرض ضمن سياق تاريخي للزائرين يعطي فكرة عن تاريخ وتراثِ المنطقة والنشاطات التي كانت تقام حينها.